# Cục Không gian Quốc gia Trung Quốc
Cục Không gian Quốc gia Trung Quốc (tiếng Trung: 国家航天局; bính âm: Guó Jiā Háng Tiān Jú, "quốc gia hàng thiên cục", tiếng Anh China National Space Administration CNSA) là một cơ quan không gian quốc gia của cộng hòa Nhân dân Trung Quốc, đảm nhiệm chương trình không gian quốc gia. Cơ quan này chịu trách nhiệm lên kế hoạch và phát triển các hoạt động không gian.